# Cub de Leslie

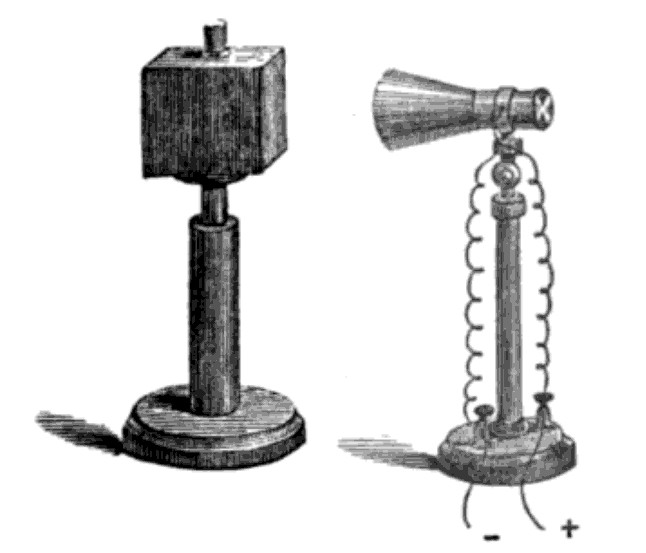
Un cub de Leslie (esquerra) i un detector tèrmic (dreta).

El cub de Leslie és un aparell inventat pel físic John Leslie en 1804 que s'usa per mesurar l'energia radiada per diferents superfícies, i consisteix en un cub en el qual de les quatre cares verticals del cub, una està coberta per una capa d'or, una altra de plata, una altra de coure i la quarta està envernissada. Quan el cub s'omple amb aigua calenta, un detector tèrmic mostra que la cara envernissada amb cola emet molt més que les altres tres.